# Jaka Klobučar
Jaka Klobučar (* 19. August 1987 in Novo mesto, SR Slowenien) ist ein slowenischer Basketballspieler. Der slowenische Nationalspieler spielte professionell für die beiden Klubs Slovan und Olimpija aus der Hauptstadt Ljubljana sowie seinem Stammverein Krka aus seiner Heimatstadt, mit dem er nach einem Titelgewinn mit Olimpija auch zweimal slowenischer Meister und 2014 als Finalserien-MVP der slowenischen Meisterschaft ausgezeichnet wurde. Im Ausland war Klobučar bislang in Serbien, Italien und in der Basketball-Bundesliga 2014/15 für den deutschen Erstligisten ratiopharm Ulm tätig. Seit der Saison 2015/16 spielt der zweimalige WM-Endrunden-Teilnehmer für den türkischen Erstligisten Istanbul BB in der Türkiye Basketbol Ligi.

## Karriere
Klobučar machte seine ersten Schritte im Herrenbereich bei seinem Stammverein Krka, der nach der zweiten Meisterschaft und dem Erreichen der Finalspiele in der Premierensaison 2002/03 des ULEB Eurocup einen kleinen personellen Aderlass hinnehmen musste und zwischenzeitlich nur noch Mittelmaß in der slowenischen Liga war. Mit 18 Jahren wechselte der Nachwuchs-Auswahlspieler 2005 in die Hauptstadt zum Vizemeister KD Geoplin Slovan. Nach dem ersten Hauptrundenplatz 2006 verlor Slovan jedoch die Finalserie um die Meisterschaft erneut gegen den Lokalrivalen und Titelverteidiger Union Olimpija. In den folgenden beiden Jahren rutschte Slovan jedoch in der Tabelle ab und verpasste nach dem fünften Platz 2008 auch die Play-offs um die Meisterschaft der besten vier Mannschaften. In der ABA-Liga hatte Slovan auf dem neunten Platz 2006 nur knapp die Play-offs verpasst, in den folgenden beiden Jahren erreichte man nur den vorletzten und schließlich 2008 den letzten Platz.
Bei der U20-Europameisterschafts-Endrunde 2006 hatte die slowenische Juniorenauswahl, angeführt durch das allesamt 1987 geborene Dreigestirn Emir Preldžić, Gašper Vidmar und Klobučar, überraschend die Bronzemedaille erreicht. Bei der insgesamt sechsten Austragung dieses Wettbewerbs ein Jahr später wurde die slowenische Auswahl, die nach zwei Titelgewinnen zuvor damals noch Rekordgewinner war, erneut von diesen drei Spielern angeführt und galt bei der Austragung im eigenen Land als einer der Topfavoriten. Nach dem knappen Auftaktsieg gegen Titelverteidiger Serbien erreichte die Mannschaft nach der einzigen Turnierniederlage gegen Russland nur den dritten Platz im Dreiervergleich der Zwischenrunde und verpasste das Halbfinale. Nach dem fünften Platz wurden Klobučar und Vidmar dann von Nationaltrainer Aleš Pipan gleich zur EM-Endrunde der Herren mitgenommen, während der in Bosnien geborene Preldžić zu Hause blieb und schließlich die Nationalität wechselte. Die slowenische Herrenauswahl hatte einen hervorragenden Start ins Turnier mit fünf Siegen zum Auftakt, doch nach dem 77:47-Kantersieg über Deutschland verlor man die folgenden drei Spiele, darunter mit einem Punkt Unterschied im Viertelfinale gegen Griechenland, und verpasste damit die direkte Olympiaqualifikation auf dem abschließenden siebten Platz. Klobučar hatte fünf kurzminütige Turniereinsätze gehabt und wurde im folgenden Sommer 2008 beim vorolympischen Qualifikationsturnier in Athen nur beim Sieg über Kanada kurz eingesetzt. Nach der Niederlage gegen Puerto Rico im folgenden Spiel hatten die Slowenen jedoch die Teilnahme am olympischen Basketballturnier in Peking endgültig verpasst.
Nach dem Sommer 2008 wechselte Klobučar innerhalb der Hauptstadt zum Rekordmeister Union Olimpija. Im Laufe der Saison übernahm der frühere Welt- und Europameister Jurij Zdovc, der bereits neuer Nationaltrainer geworden war, als Nachfolger von Aleksandar Džikić die Mannschaft, die am Saisonende noch einmal den Titel verteidigen konnte und in Verbindung mit dem Pokalwettbewerb das nationale Double. In der folgenden Saison verlor man die Meisterschafts-Finalserie 2010 jedoch knapp gegen den von Džikić trainierten KK Krka. Im höchstrangigen europäischen Vereinswettbewerb EuroLeague war Union Olimpija 2009 nach zwei Siegen in zehn Spielen und 2010 gar nach nur einem Sieg früh nach der Vorrunde ausgeschieden, dafür kehrte Olimpija 2010 in das Final-Four-Turnier der ABA-Liga zurück, bei dem man im Halbfinale Gastgeber KK Cibona Zagreb unterlag. Bei der EM-Endrunde 2011, bei der die slowenische Nationalmannschaft einen hervorragenden vierten Platz erreichte, und unter dem neuen Nationaltrainer Memi Bečirović bei der WM-Endrunde 2010, bei der Slowenien im Viertelfinale am Gastgeber Türkei scheiterte, war Klobučar erneut nur Ergänzungsspieler und kam auf keine nennenswerten Spielanteile. Anschließend wechselte er zum ABA-Liga-Titelgewinner KK Partizan ins serbische Belgrad, doch er konnte sich dort nicht durchsetzen und kam nach dem Titelgewinn im nationalen serbischen Pokalwettbewerb 2011 per Leihe zurück zu Union Olimpija. Die Mannschaft gewann zwar beim Final-Four-Turnier der ABA-Liga vor heimischem Publikum in Ljubljana im Halbfinale gegen den nationalen Konkurrenten und Meister KK Krka, doch im Endspiel war man knapp mit drei Punkten Titelverteidiger Partizan unterlegen, worauf Trainer Zdovc im Anschluss direkt zurücktrat. Klobučar war in der ABA-Liga für Olimpija nicht mehr einsatzberechtigt gewesen, so dass er technisch betrachtet wegen seiner Beteiligung bei Partizan im Vorhinein ebenfalls ABA-Liga-Sieger wurde, obwohl seine aktuelle Mannschaft das Finale verloren hatte. Auch die Finalserie der slowenischen Meisterschaft verlor man erneut knapp in fünf Spielen gegen Titelverteidiger KK Krka. Der neue Nationaltrainer Božidar Maljković hatte im folgenden keine Verwendung für Klobučar in der Nationalmannschaft.
Zu Beginn der Saison 2011/12 stand Klobučar kurzzeitig im Aufgebot des Meisters Krka, bevor er in die zweite italienische Liga Legadue zum Aufsteiger Assi Domotecnica aus Ostuni wechselte, der auf dem neunten Platz am Saisonende den letzten Platz für die Play-offs um den Aufstieg erreichte. In den Play-offs verlor man in der ersten Runde glatt in drei Spielen dem Lokalrivalen und späteren Play-off-Gewinner und damit Erstliga-Aufsteiger Enel Brindisi. In den folgenden beiden Spielzeiten spielte Klobučar wieder bei seinem Stammverein in Krka, mit dem er deren vierte und fünfte nationale Meisterschaft in Folge gewann, jeweils in der Finalserie gegen Rekordmeister Union Olimpija. Unter Trainer-Rückkehrer Džikić gewann man 2014 das nationale Double und Klobučar wurde in der Meisterschafts-Finalserie 2014 zum Most Valuable Player (MVP) ernannt. In der ABA-Liga reichte es für die Mannschaft mit einem siebten Platz 2013 und einem neunten Platz 2014 nicht zum Einzug ins Final Four. Klobučars persönlicher Aufwärtstrend wurde dadurch gekrönt, dass Zdovc als Nationaltrainer ihn in den Nationalkader für die WM-Endrunde 2014 zurückholte und ihn mit mehr als zehn Minuten durchschnittlicher Einsatzzeit pro Spiel auch fest in die Rotation eingesetzter Spieler einbaute. Bei der Endrunde verlor die Auswahl in der Gruppenphase nur das abschließende Spiel gegen Litauen. Dies bedeutete aber, dass man bereits im Viertelfinale auf den überlegenen Titelverteidiger Vereinigte Staaten traf und deutlich mit 76:119 verlor. Klobučar wechselte erneut ins Ausland und spielte in der Basketball-Bundesliga 2014/15 für den deutschen Erstligisten ratiopharm aus Ulm. Die Ulmer, die bei vorherigen Austragungen des Eurocups gut abgeschnitten und immer die K.-o.-Runden erreicht hatten, enttäuschten in der weniger angesehenen EuroChallenge 2014/15 mit dem Ausscheiden nach der Vorrunde, womit sie schlechter abschnitten als Krka in der Vorsaison, die zumindest die Zwischenrunde der EuroChallenge 2013/14 erreicht hatten. Nach dem fünften Platz in der Bundesliga-Hauptrunde reichte es für die Ulmer in den Play-offs noch zum Einzug in die Halbfinalserie, in der man dem Hauptrundenersten und späteren Titelgewinner Brose Baskets ohne eigenen Sieg unterlag. Nach der Absage von Goran Dragić wuchs Klobučars Rolle in der Nationalmannschaft bei der EM-Endrunde 2015, doch ohne den NBA-Profi verlor man nach der Gruppenphase das Achtelfinale gegen Lettland und verpasste erneut die erstmalige Qualifikation für das Basketballturnier der Olympischen Spiele.
Für die Saison 2015/16 wurde Klobučar vom Klub der Provinz Istanbul verpflichtet, der im Vorjahr in die höchste türkische Spielklasse Türkiye Basketbol Ligi aufgestiegen war. Neben Klobučar wurden auch Justin Cobbs und Sean Armand von den Skyliners Frankfurt verpflichtet, dem deutschen Klub, für den sein neuer Mannschaftskamerad Dragan Labović ebenfalls bereits aktiv gewesen war. Zusammen mit dem früheren Bamberger Spieler Damir Markota will man versuchen, den zwölften Platz aus dem Vorjahr zu verbessern.